# 中国人民解放军陆军炮兵第八十四旅
炮兵第八十四旅（英語：84th Artillery Brigade），是曾经中国人民解放军新疆军区下属的一个炮兵旅。

## 历史概述
该旅前身为炮兵第13师。炮兵13师于1969年12月在河北省邢台市组建，师领导师机关干部主要来源于宣化炮校、郑州炮校、南京炮校、中央军委炮兵机关等。年底，全军组建的56团、38团、210团、415团陆续赴邢台归建13师。1970年上半年，主要是补充人员、调剂干部、落实装备和作进疆准备。54团是新疆军区直属炮兵团，13师入疆调归13师建制，其中1营调归56团建制。
1970年7月，炮13师师部、师直分队和归属38、56、210、415团乘军用专列进疆（54团已在新疆）。编制与装备如下：
- 炮兵第38团（装备66式152毫米加榴炮，驻乌鲁木齐天山牧场）
- 炮兵第56团（装备66式152毫米加榴炮，驻乌鲁木齐南山羊圈沟）
- 炮兵第54团（装备54式122毫米榴弹炮，驻石河子南山）
- 炮兵第210团（装备63式130毫米自行火箭炮，驻乌鲁木齐白杨沟）
- 炮兵第415团（装备73式100毫米反坦克炮，驻乌鲁木齐黑甲山）

1985年10月，整编为新疆军区炮兵旅。2017年4月改为炮兵第八十四旅。

## 沿革
- 炮兵第十三师——（1969年12月-1985年10月）
- 新疆军区炮兵旅——（1985年10月-2017年4月）
- 新疆军区炮兵第八十四旅——（2017年4月至今）